# 裲襠
裲襠，亦稱“两当”，是古代東亞文化圈特有的一種服飾。裲襠始于漢朝末期，最早起源于古代中國北方的少数民族部落，在魏晋南北朝時代起開始逐漸流行，並在中國一直持續使用至唐宋時期。

## 中國
裲裆如同“马甲”，是一種类似于坎肩或背心的服式。目前關於“裲裆”一詞的最早记载可見於东汉時期刘熙的《释名》，當中曾提到“裲裆，其一当胸，其一当背也。”由此可知裲裆類服飾的基本特點，即由前胸和后背两片罩衣組成。裲襠的前后两个衣片一般在肩部通過带子或扣子连接起来。
裲裆可分爲“裲裆铠”或“裲裆衫”，前者是一種鎧甲，而後者則是一種衣衫。二者在大致結構上大同小異，主要區別是製作材料。
裲裆衫在南北朝時代民族融合的背景下左、右衽皆有之。其設計一般长至膝上，宽袖直领，穿著時左右两臂均露在外面。在出土的陶俑中便有不少身著裲裆衫，腰系革带，下穿大口裤的官吏形象。除此之外，也可见到妇女身穿裲裆衫的出土实物和文獻記錄。
裲裆有時也作为朝服或者當時皇家仪仗队冠服的外衣所使用。

## 日本
裲襠原為武士門第婦女穿的禮服；妓院區只有頭等妓女才能穿。